# 布拉霍夫尼亞

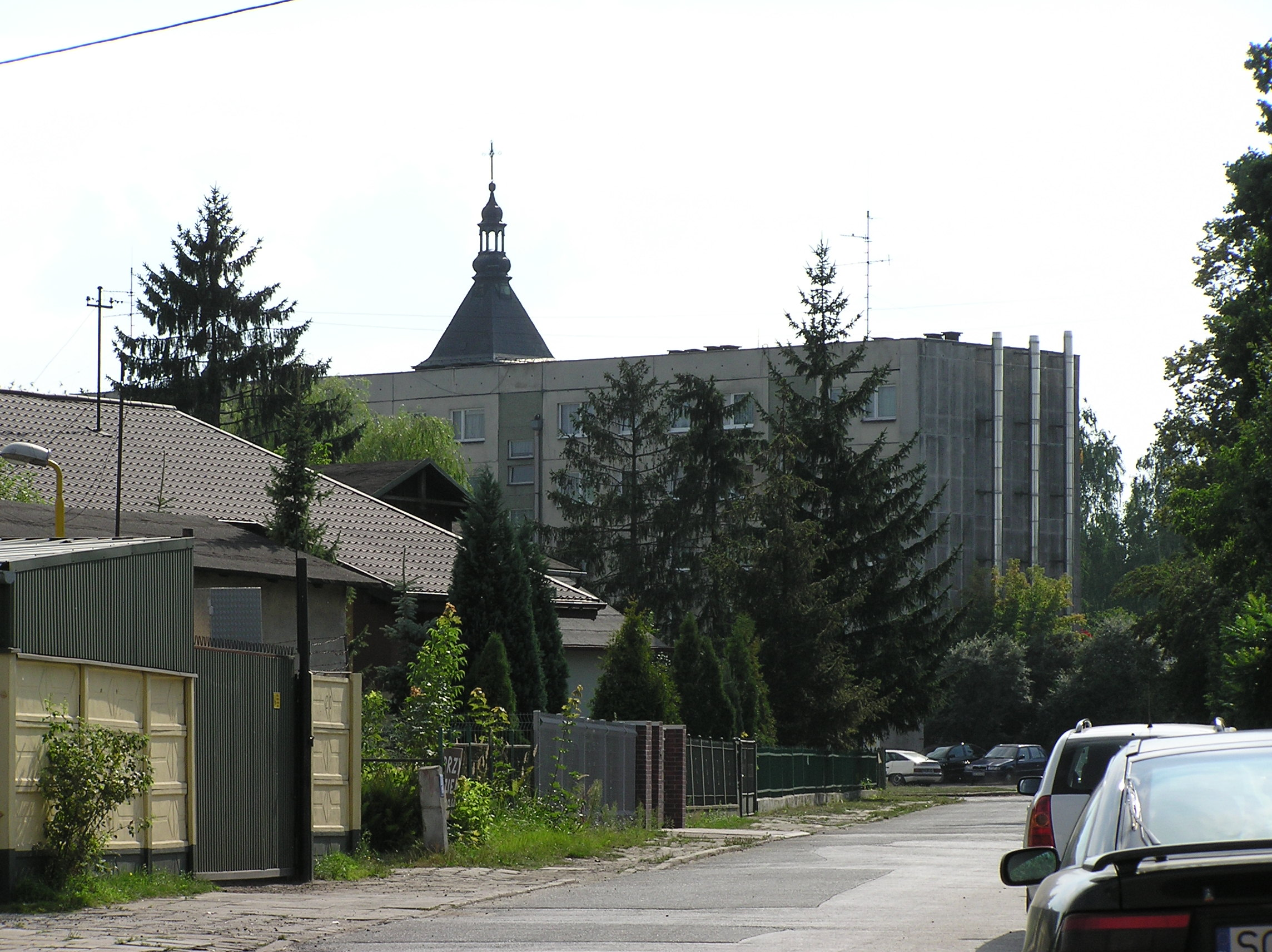

布拉霍夫尼亞是波蘭的城鎮，位於該國南部，距離首府琴斯托霍瓦約10公里，由琴斯托霍瓦省負責管轄，始建於十七世紀，面積36.53平方公里，2006年人口9863人。

## 外部連結
- Portal （页面存档备份，存于）
- Town map
- Map, from mapa.szukacz.pl （页面存档备份，存于）